# Amédée Ménard
Pour les articles homonymes, voir Ménard.
Amédée Ménard ou Amédée-René Ménard, né le 16 octobre 1806 à Nantes et mort dans la même ville le 22 octobre 1879, est un sculpteur français.

## Biographie
Fils de René François Ménard, marchand de bois, Amédée Ménard est le grand-oncle de l'architecte René Ménard (1876-1958).
Intéressé dès son jeune âge par l'art, il abandonne l'étude de la littérature latine et grecque pour ne plus se consacrer qu'à cette discipline. Il devient élève à l'École des Beaux-Arts de Nantes où il sera plus tard professeur.
Il intègre l'atelier du sculpteur Thuries où il fait son apprentissage, avant de devenir l'élève du statuaire Dominique Molknecht.
En 1825, il monte à Paris et entre dans l'atelier du sculpteur Jules Ramey. Au terme de cinq années d'apprentissage Ménard pense concourir au prix de Rome, mais la révolution du 1830 le pousse à revenir sur Nantes, où il ne reste qu'un an avant de repartir pour la capitale.
La vie parisienne ne lui convenant pas, il décide de revenir dans sa ville natale au bout de cinq années, afin de s'y fixer définitivement.
Dans son atelier nantais il donne des cours de dessins à Charles-Auguste Lebourg et Auguste Toulmouche. Ce lieu devint rapidement l'un des plus en vue de la ville que d'autres artistes venaient fréquenter comme le sculpteur vendéen Gaston Guitton (1825-1891).
Le statuaire nantais sera aussi sollicité par Joseph Bigot, architecte quimpérois, pour sculpter, sur le fronton de la façade du musée des beaux-arts de Quimper, une allégorie de la peinture et de l'architecture entourant les armes de la Ville, et, toujours à la demande de celui-ci, réalisera, pour la cathédrale Saint-Corentin, le gisant de Mgr Graveran (1855) ou encore pour la statue équestre en granit du Roi Gradlon, exécutée par le sculpteur Le Brun de Lorient, et inaugurée le 10 octobre 1858, la maquette en plâtre conservée au musée des Beaux-Arts de Quimper. 
Il exposera de multiples fois au salon nantais et y obtiendra à trois reprises la médaille d'argent.
Il meurt à son domicile nantais du 17, rue Menou et est inhumé dans la même ville au cimetière Miséricorde.

## Œuvres
- Nantes :
  - cimetière Miséricorde : médaillon de bronze de la tombe de Victor Mangin, vers 1867[5] ;
  - église Notre-Dame-de-Bon-Port[9],[5] :
    - Notre-Dame protectrice des marins, 1858, haut-relief en pierre ornant le fronton ;
    - Sainte Anne, statue ;
    - Tombeau de l'abbé Fresneau.

  - église Saint-Clément : chaire[5] ;
  - gare d'Orléans : trois statues ornant la façade, œuvres détruites.
  - ancien palais de Justice : La Loi et La Force, statues en pierre ornant la façade[5] ;
  - musée Thomas-Dobrée : Alain Barbetorte, 1861, statue monumentale en plâtre[10], qui se trouvait à l'origine dans l'escalier d'honneur de la préfecture, menant aux salons du conseil général, et qui déplacée en 1975 dans la cour du château des Ducs de Bretagne, fut vandalisée en 1978[11],[4]. Elle a été restaurée par Raffig Tullou ;
  - ancienne poissonnerie municipale : symbole de l'Erdre et la Sèvre nantaise, détruites en même temps que le bâtiment en 1940[5] ;
  - rue de l'Hermitage : Sainte Anne, 1851, groupe en fonte[12].
- Pornic, jardin de Gourmalon : Monument à l'amiral Théodore Leray, 1855, statue en bronze[13],[14].
- Quimper :
  - cathédrale Saint-Corentin : gisant de monseigneur Graveran, 1855 ;
  - musée des Beaux-Arts : Le Roi Gradlon, vers 1850, statue équestre, maquette en plâtre.

Œuvres d'Amédée Ménard
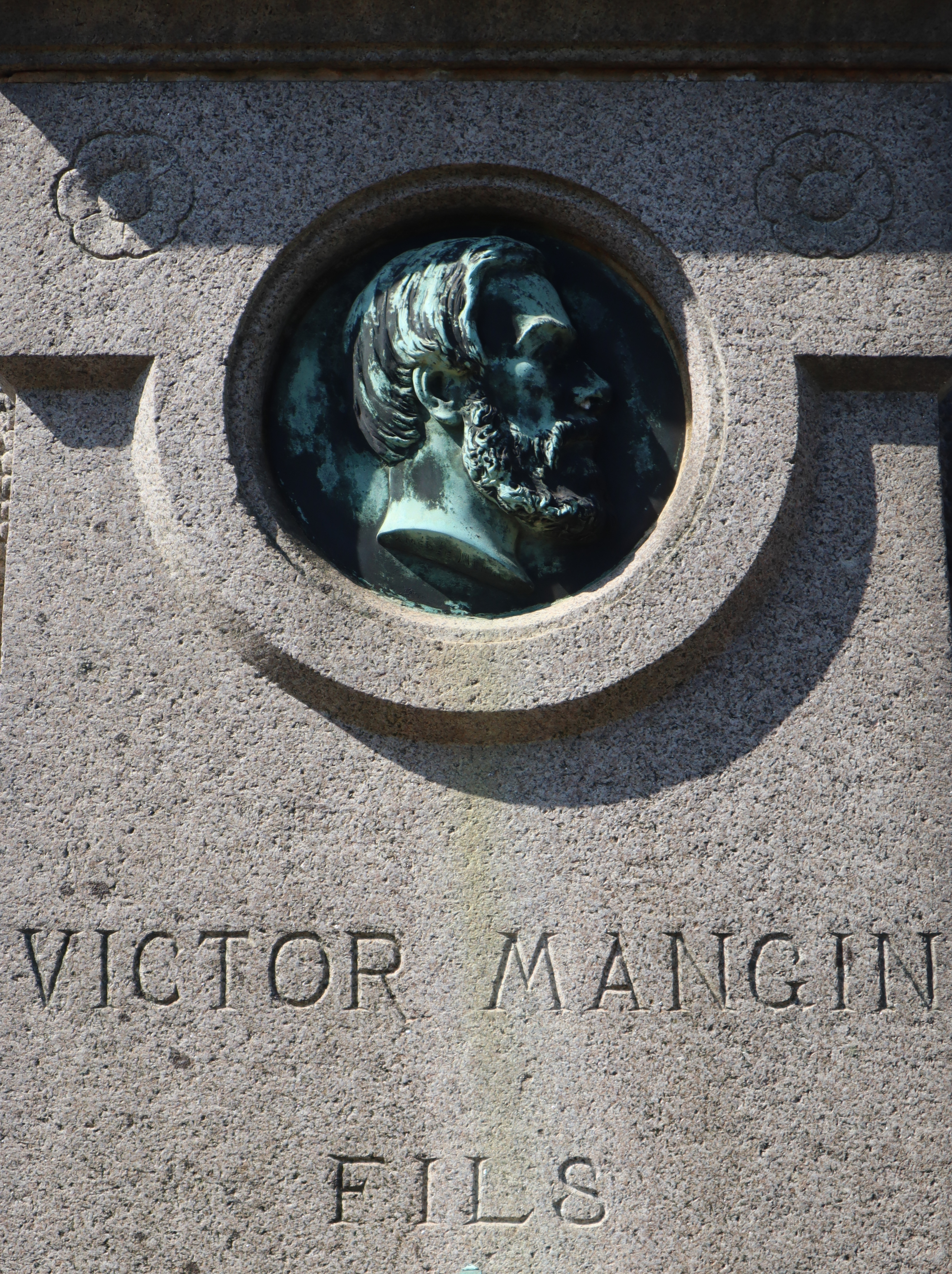
Médaillon de bronze de la tombe de Victor Mangin (vers 1867), cimetière Miséricorde à Nantes.
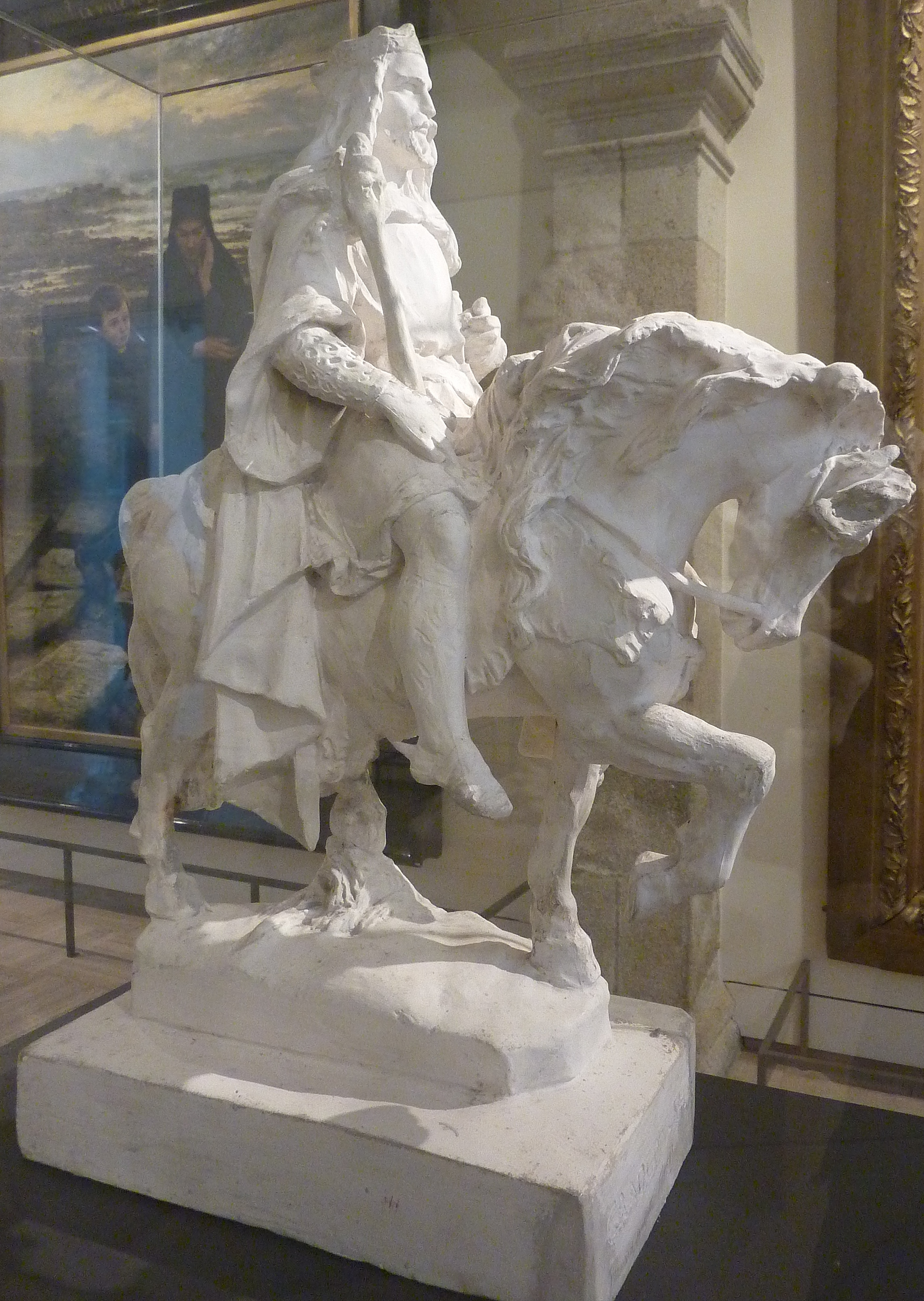
Le Roi Gradlon (vers 1850), musée des Beaux-Arts de Quimper.
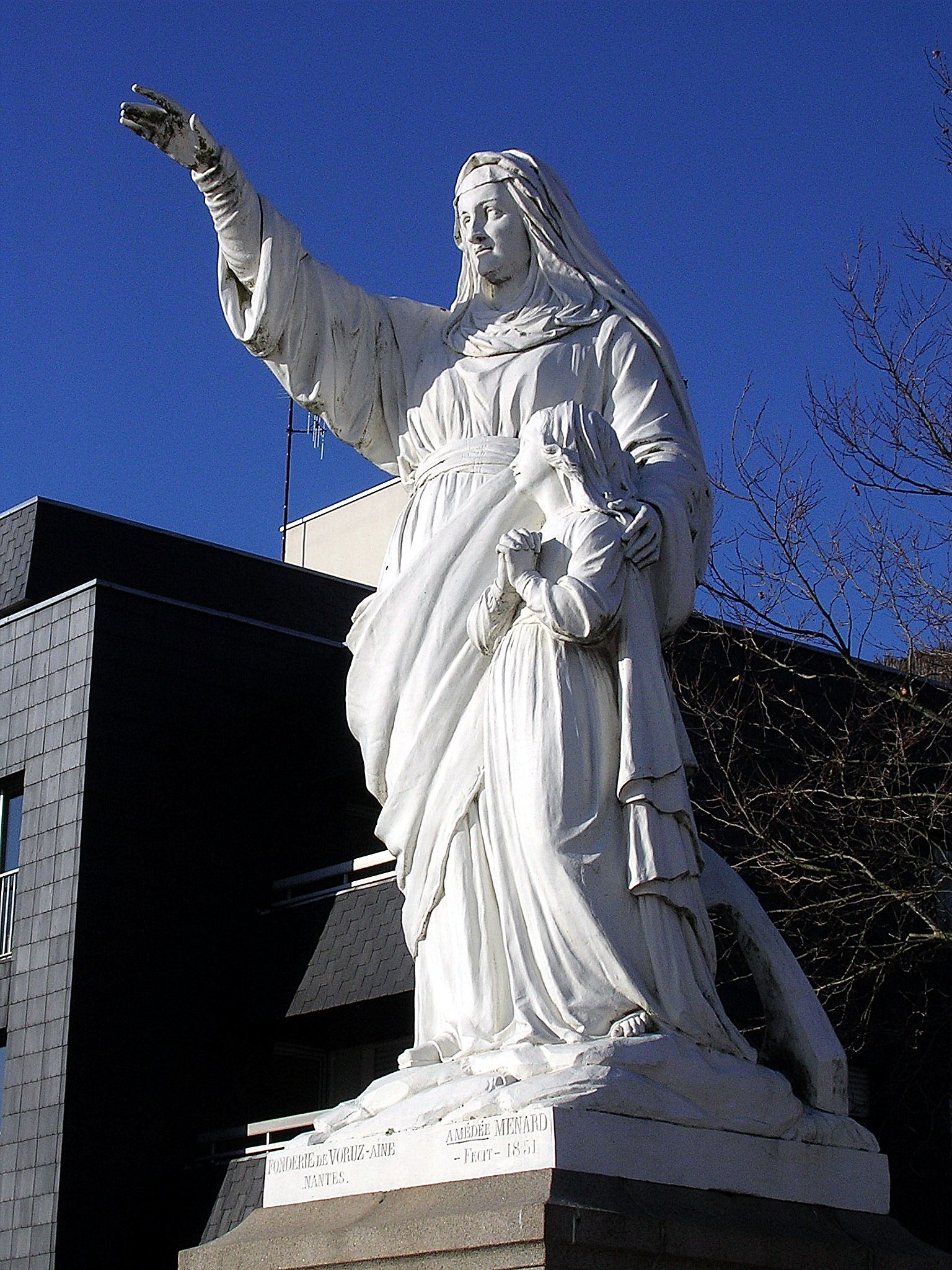
Sainte Anne (1851), Nantes, rue de l'Hermitage.
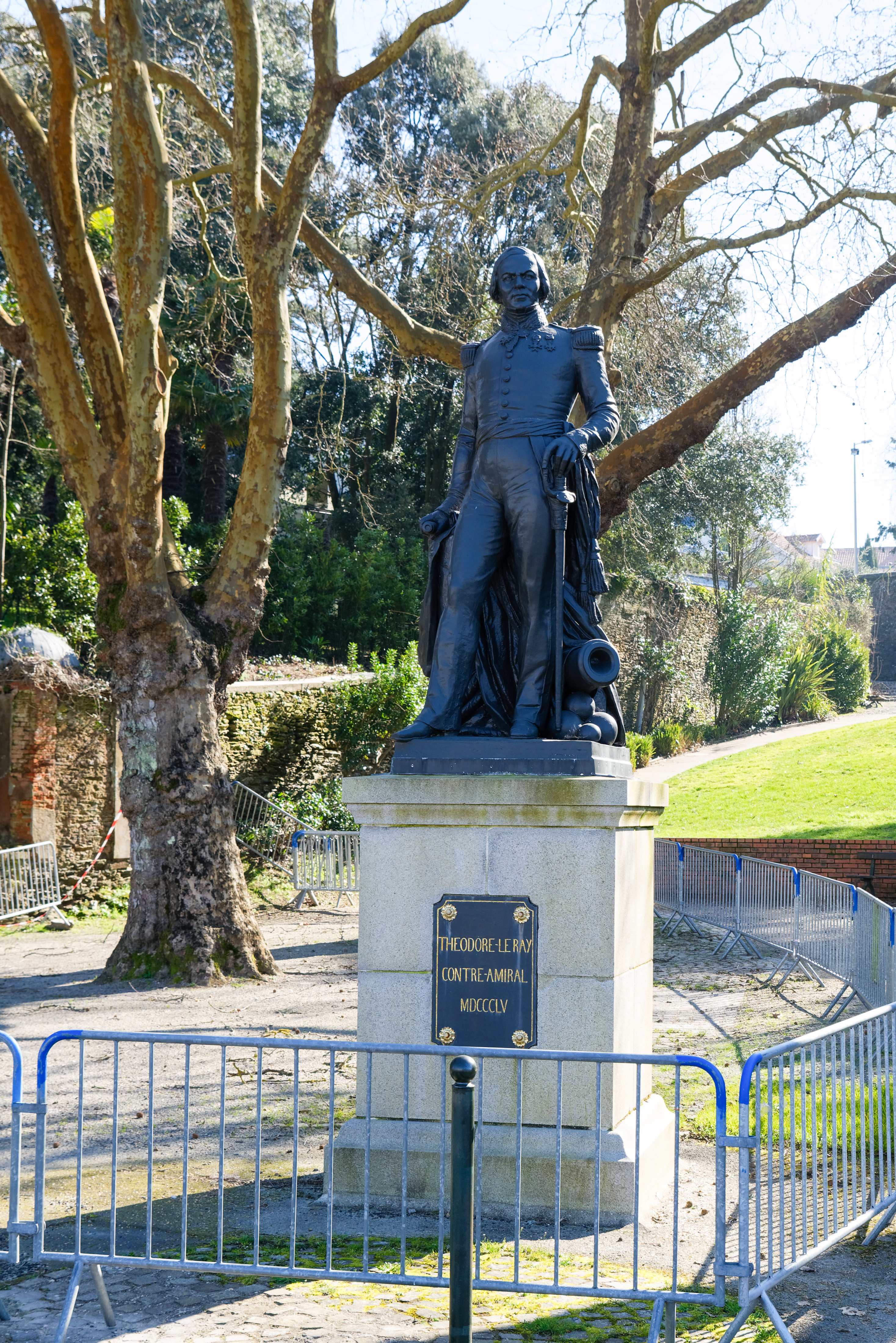
Monument à l'amiral Théodore Leray (1855), Pornic, jardin de Gourmalon.
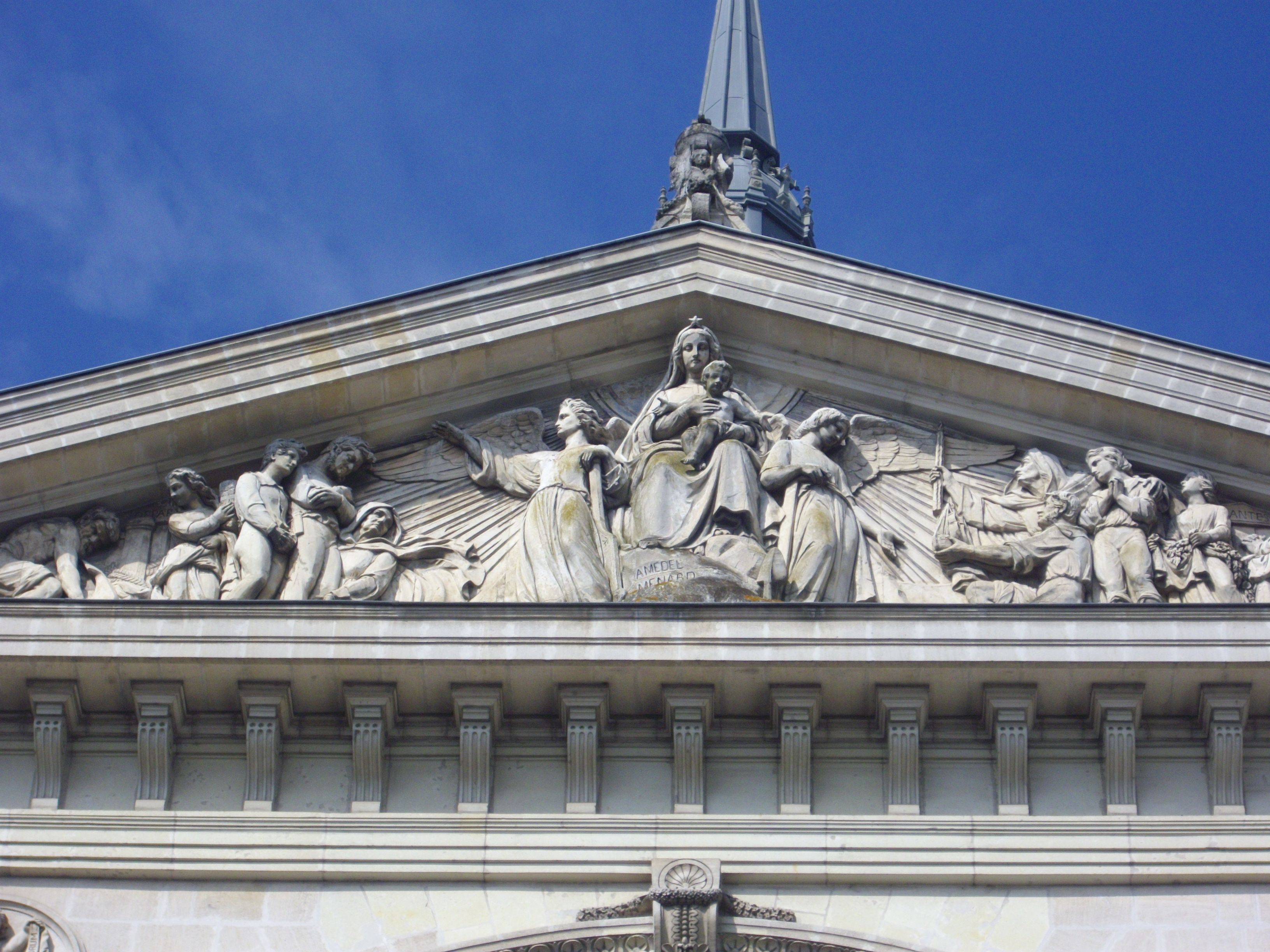
Notre-Dame protectrice des marins (1858), fronton de l'église Notre-Dame-de-Bon-Port à Nantes.

## Hommage
- Une rue de Nantes porte son nom.